# Světí
Světí (en allemand : Swiet) est une commune du district de Hradec Králové, dans la région de Hradec Králové, en République tchèque. Sa population s'élevait à 330 habitants en 2022.

## Géographie
Světí se trouve à 7 km au nord-ouest de Hradec Králové et à 98 km à l'est-nord-est de Prague.

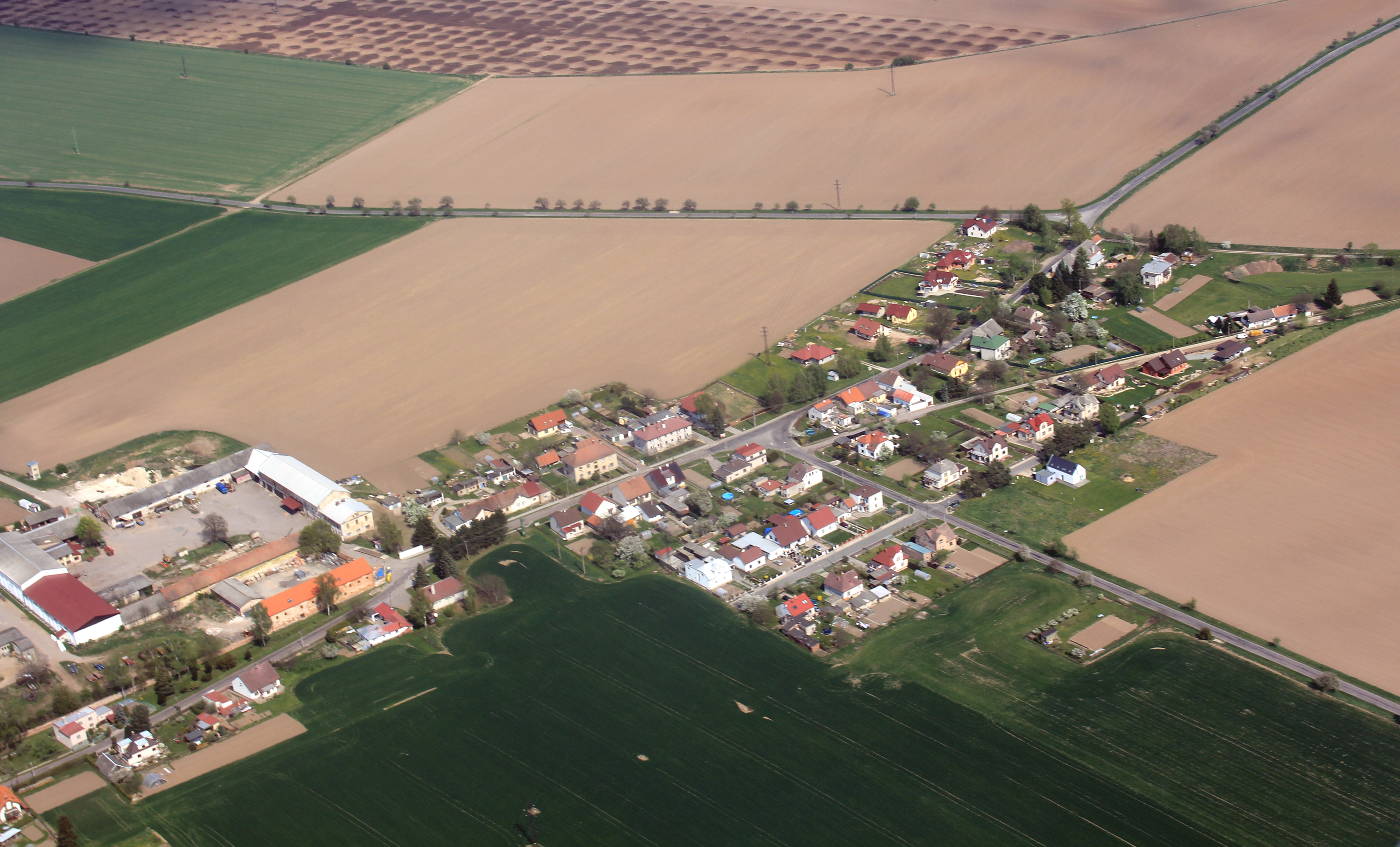
Světí : vue aérienne.

La commune est limitée par Neděliště au nord, par Předměřice nad Labem à l'est, par Hradec Králové au sud, et par Všestary à l'ouest.

## Histoire
La première mention écrite de la localité date de 1360.

## Transports
Par la route, Převýšov se trouve à 9 km de Hradec Králové et à 118 km de Prague. 